# Okręg Thal
Thal (niem. Bezirk Thal) – okręg w Szwajcarii, w kantonie Solura, w jednostce administracyjnej (Amtei) Thal-Gäu. Siedziba okręgu znajduje się w miejscowości Balsthal.  
Okręg składa się z ośmiu gmin (Gemeinde) o powierzchni 139,40 km² i o liczbie mieszkańców 15 029.

## Gminy
1. Aedermannsdorf
2. Balsthal
3. Herbetswil
4. Holderbank
5. Laupersdorf
6. Matzendorf
7. Mümliswil-Ramiswil
8. Welschenrohr-Gänsbrunnen

## Zmiany administracyjne
- 1 stycznia 2021
  - utworzenie gminy Welschenrohr-Gänsbrunnen z gmin Welschenrohr i Gänsbrunnen